# 小樽市立脳・循環器・こころの医療センター
小樽市立脳・循環器・こころの医療センター（おたるしりつのう・じゅんかんき・こころのいりょうセンター）は、かつて北海道小樽市にあった医療機関（市区町村立病院）。2014年（平成26年）に市立小樽病院と統合して小樽市立病院になった。

## 沿革
「沿革」参照
- 1974年（昭和49年）、小樽静和病院・小樽市民病院・小樽療養所・小樽長橋病院の4病院の統廃合した市立小樽第二病院完成。一般（内科・脳神経外科）・結核病床併せて150床、精神・神経科150床で開院。
- 1975年（昭和50年）、人工透析開始。
- 1976年（昭和51年）、結核病棟廃止。胸部外科開設（人工透析室併設）。
- 1978年（昭和53年）、神経内科外来開始。
- 1982年（昭和57年）、伝染病隔離病舎改築。
- 1983年（昭和58年）、胸部外科外来棟増築。
- 1986年（昭和61年）、呼吸器科外来開始。
- 1989年（平成元年）、胸部外科予約外来診療開始。
- 1990年（平成02年）、麻酔科新設、脳神経外科予約外来開始、核磁気共鳴画像法（MRI）棟増築。
- 1992年（平成04年）、内科予約外来開始。
- 1995年（平成07年）、一般病棟で新看護体制2対1実施。
- 1998年（平成10年）、精神・神経科病棟で新看護体制3.5対1実施。
- 1999年（平成11年）、伝染病床25床廃止し、感染症病床2床設置。精神・神経科外来医師3人体制実施。
- 2000年（平成12年）、精神・神経科病棟で新看護体制3対1実施。
- 2003年（平成15年）、神経内科外来中止。
- 2004年（平成16年）、循環器科新設。
- 2006年（平成18年）、一般病棟で新看護体制7対1実施、専門外来・ドック開設。
- 2007年（平成19年）、内科を市立小樽病院に併合。
- 2009年（平成21年）、名称を小樽市立脳・循環器・こころの医療センターと改称[4]。
- 2014年（平成26年）、市立小樽病院と統合し、小樽市立病院開院[5][6][7]。

## 機関指定等
- 保険医療機関
- 労災保険指定医療機関
- 指定自立支援医療機関（更生医療・精神通院医療）
- 身体障害者福祉法指定医の配置されている医療機関
- 精神保健及び精神障害者福祉に関する法律（昭和25年法律第123号）に基づく指定病院又は応急入院指定病院
- 精神保健指定医の配置されている医療機関
- 生活保護法指定医療機関
- 特定疾患治療研究事業委託医療機関
- 原子爆弾被害者医療指定医療機関
- 原子爆弾被害者一般疾病医療取扱医療機関
- 第2種感染症指定医療機関

## 診療科
- 循環器内科
- 心臓血管外科
- 脳神経外科
- 精神科
- 麻酔科

## 交通アクセス
- 北海道旅客鉄道（JR北海道）小樽駅・北海道中央バス小樽ターミナルから北海道中央バスで「市立医療センター下」バス停下車徒歩約6分、「長橋十字街」バス停下車徒歩約8分。

## 参考資料
- “市立小樽病院 小樽市立脳・循環器・こころの医療センター” (PDF).  小樽市. 2016年5月25日閲覧。
- “新市立病院計画概要” (PDF).   小樽市 (2010年). 2016年5月25日閲覧。